# Малесия (Стружко)
 Тази статия е за историко-географската област в Северна Македония.  За другата вижте Малесия.  
Малесия (на македонска литературна норма: Малесија) е историко-географска област в югозападната част на Северна Македония.

## География
Областта Малесия е разположена в западните склонове на планината Караорман. Обхваща цялото течение на Збъжката или Голема река, десен приток на Черни Дрин. На изток граничи с Дебърца, на северозапад с Дебърска Жупа, на запад през Черни Дрин с Дебърски Дримкол, а на юг със Стружкото поле. Релефът е планински, насечен от много дълбоки долини. Климатът също е планински, със студени зими и свежи лета. Склоновете на Караорман се покрити с дъбова и букова гора.
Областта обхваща четири села – Присовяни, Збъжди, Ържаново и Локов.

## История
Областта в миналото се е наричала Закамен. Името Малесия е албанско, дадено от албанците, живеещи в северната част на Стружкото поле, и означава „Бърда“.
Жителите от Малесия мигрират най-често в Струга, Охрид, Скопие. Голям дял от жителите на прилепското село Ново Лагово произхождат от доселници от Малесия. Освен в Македония еден дял от населението е колонизирано в Ябука, Сърбия. От този регион произлиза и дял от жителите на село Козичино, Кичевско, като тяхната махала се казва Малезовци.
По време на Илинденско-Преображенското въстание в 1903 година са образувани две малесорски чети – едната с войвода Пандил Георгиев, а другата Марко Павлов.